# بنجامين كليمنس ستون
بنجامين كليمنس ستون (بالإنجليزية: Benjamin Clemens Stone)‏ هو عالم نبات أمريكي، ولد في 1933 في شانغهاي في الصين، وتوفي في 19 مارس 1994.